# Copris hatayamai
Copris hatayamai är en skalbaggsart som beskrevs av Teruo Ochi och Kunio Araya 1992. Copris hatayamai ingår i släktet Copris och familjen bladhorningar. Inga underarter finns listade i Catalogue of Life.